# Groussbus-Wal
Groussbus-Wal est une commune luxembourgeoise située dans le canton de Redange. Elle est créée le 1er septembre 2023 à partir de la fusion des communes de Grosbous et Wahl.

## Géographie

### Sections de la commune
- Brattert
- Buschrodt
- Dellen
- Grevels
- Grosbous
- Heispelt
- Kuborn
- Lehrhof
- Wahl

### Autre localité
- Rindschleiden

### Communes limitrophes
- Esch-sur-Sûre
- Préizerdaul
- Rambrouch
- Useldange
- Vichten

## Histoire
La commune est créée le 1er septembre 2023 de la fusion des communes de Grosbous et de Wahl.